# Prix Northcliffe
Le prix Northcliffe est un prix littéraire attribué par le comité anglais Femina-Vie Heureuse de 1920 à 1939.

## Historique
Après avoir créé le prix Femina en 1904, le groupe Hachette proposa en 1919 aux différents pays alliés d'attribuer un prix similaire. L'Angleterre accepta et un comité, qui comprenait entre autres Rebecca West, Rosamond Lehmann et Clemence Dane, fut constitué et se réunit pour la première fois le 20 juin 1920.
Le prix était destiné à révéler aux lecteurs français « le vrai esprit et caractère anglais » et d'encourager les écrivains peu connus. Le comité anglais sélectionnait trois œuvre dans une douzaine de livres et le comité français désignait le lauréat. 
En 1920, Lady Northcliffe, femme de Lord Northcliffe célèbre patron de presse britannique, proposa de doter un prix similaire pour une œuvre française choisie par le comité anglais sur proposition du comité français. Les prix étaient donnés par une personnalité littéraire connue  lors d'une cérémonie à Londres chaque été.      
Le financement du prix français fut assuré à partir de 1923 par la maison d'édition  Hodder and Stoughton, quand il fut renommé le Bookman prize ; puis par  Jonathan Cape de 1929 à 1931 et Sir Ernest Benn de  1932 à 1934, quand il fut à nouveau appelé le prix  Northcliffe. À partir de 1935, il fut financé par Heinemann, et appelé le Heinemann prize. En 1938 Hachette arrêta de financer le prix anglais et c'est Stock qui le repris pour l'appeler le Stock (Femina Vie Heureuse) prize. Les derniers prix furent attribués à l'été 1939 ; les comités décidèrent de continuer malgré la guerre mais ce fut impossible et la dernière réunion se tint le 10 avril 1940.
Les archives sont déposées aux archives nationales britanniques.

## Liste des lauréats anglais du Femina-Vie Heureuseprize
- 1920 William an Englishman Cicely Hamilton
- 1921 The Splendid Fairing Constance Holmes
- 1922 Dangerous Ages Rose Macaulay
- 1923 Gruach Gordon Bottomley
- 1924 Roman Pictures Percy Lubbock
- 1925 A Passage to India E. M. Forster
- 1926 Precious Bane Mary Webb
- 1927 Adam's Breed Radclyffe Hall
- 1928 To the Lighthouse Virginia Woolf
- 1929 Gallion's Reach H.M. Tomlinson
- 1930 Portrait in a Mirror Charles Morgan
- 1931 A High Wind in Jamaica Richard Hughes
- 1932 Tobit Transplanted Stella Benson
- 1933 Small Town Bradda Field
- 1934 Cold Comfort Farm Stella Gibbons
- 1935 Harriet Elizabeth Jenkins
- 1936 The Root and the Flower L.H. Myers
- 1937 Faith, Hope, no Charity Margaret Lane
- 1938 The Porch Richard Church
- 1939 Count Belisarius Robert Graves

## Liste des lauréats français du prix Northcliffe
- 1921 : Dansons la Trompeuse Raymond Escholier
- 1922 : Epithalame Jacques Chardonne
- 1923 : La Vigne et la Maison Jean Balde
- 1924 : L'Equipage Joseph Kessel
- 1925 : Le Désert de l'Amour François Mauriac
- 1926 : Le Joug Marion Gilbert
- 1927 : La Porte du Sauveur Étienne Burnet
- 1928 : Adrienne Mesurat Julien Green
- 1929 : Sur les Fortifs du Paradis Céline Lhotte
- 1930 : Le Sourire de l'Ange Léandre Vaillat
- 1931 : Regain Jean Giono
- 1932 : Saint-Saturnin Jean Schlumberger
- 1933 : Héritage André Chamson
- 1934 : Passé à Louer Pierre Marois
- 1935 : Les Célibataires Henry de Montherlant
- 1936 : Le Balai de Sorcière Armand Lunel
- 1937 : Jeux de Vilains Elvire Pélissier
- 1938 : La Pèche Miraculeuse Guy de Pourtalès
- 1939 : La Dame en Noir Camille Mayran